# Lion (moneta)
Lion ("leone" in lingua inglese) è il nome di alcune monete scozzesi.

## Etimologia
Il termine deriva dal leone che era raffigurato sullo stemma di Scozia che con il cardo e la croce di Sant'Andrea, il protettore della Scozia, è uno dei simboli della Scozia.

## Storia

### Roberto III - Giacomo IV
La prima moneta con questo nome fu coniata la prima volta da Roberto III (1390-1406) dopo il 1390.
Il valore era di 5 scellini.
Ne furono battute due emissioni: la prima pesava 61 - 59,5 grani (3,871g) con un titolo di 22 carati, mentre nella seconda il peso era ridotto a 38 grani (2,452g) con lo stesso titolo. Questa riduzione di peso era parallela ad un'analoga riduzione delle monete d'argento.
Al dritto era rappresentato lo stemma di Scozia con il leone, che diede nome alla moneta. Questo tipo imitava quello dell'écu á la couronne, coniato nel 1385 da Carlo VI di Francia. La legenda recitava: +ROBERTVS DEI GRA REX SCOTORVM.
Al rovescio era rappresentato il protettore della Scozia, Sant'Andrea crocefisso e due gigli ai lati; la legenda lo stesso motto della moneta francese XPC REGNAT XPC VINCIT XPC IMPA.
Prese anche il nome di Saint'André dal santo che vi era rappresentato.
La moneta, dalla corona posta sullo stemma scozzese era anche chiamata Scottish crown.
In entrambe le monetazione il lion era accompagnato da un mezzo lion che prese il nome di half-crown, Demi-Lion o semplicemente Demy.
Fu coniato ancora sotto Giacomo I con un peso di 54 grani ed il valore di 6s 8d e sotto Giacomo IV (1488-1514), con un peso di 52,35 grani ed un valore di 14 scellini.
Dopo Giacomo IV il tipo non fu più coniato.

### Maria Stuarda
Sotto Maria Stuarda furono coniate nuovamente della monete con questo nome: un lion d'oro ed una moneta di biglione dal valore di 1 ½ penny.
Il lion d'oro di Maria valeva 44 scellini.
Questa moneta fu emessa durante la prima monetazione di Maria, quella battuta nel periodo precedente il matrimonio con il delfino di Francia, poi re Francesco II e che iniziò quando la regina salì al trono all'età di nove mesi.
Il lion del 1553 aveva al dritto lo stemma di Scozia coronato e ai lati le lettere "I e "G". Al rovescio aveva il monogramma REGINA MARIA. La moneta fu coniata con piccole differenze nel 1557: aveva il monogramma MARIA ed ai lati dello stemma c'erano le lettere "M" e "R" (Maria Regina). Di questa seconda moneta si conosce un solo esemplare, conservato al British Museum.
Pesava in entrambi i casi 78,52 grani (5,066g ca.) e aveva un titolo di 22 carati.
Oltre al lion le monete d'oro furono la corona (o écu) da 20 shilling, il mezzo lion ed il ryal da 3 sterline.
Sotto Maria fu coniato in biglione anche una nuova moneta chiamata anch'essa lion (o hardhead) dal valore di 1½ penny. Il contenuto d'argento era inferiore all'1 % ed il peso era di 14,72 grani (ca. 0,95g).

## Giacomo VI
Una moneta con lo stesso nome fu il lion noble d'oro (o angel scozzese) introdotto assieme alle sue frazioni (2/3, 1/3) nella quarta monetazione (1582-1588) di Giacomo.
Pesava 78,52 grani (5,066g ca.), con un titolo di 21 1/2 carati ed aveva un valore di 72 scellini. Fu coniato nel 1584, 85, 86 e 88.
Al dritto era rappresentato un leone coronato seduto di fronte con due spade nelle zampe anteriori sollevate. La legenda POST 5 ET 100 PROAVOS INVICTA MANENT HAEC.
Al rovescio un decusse: i bracci sono formati da quattro ripetizioni delle lettere "IR". Al centro la lettera "S". La legenda DEVS IVDICIVM TVVM REGI DA.